# FK Borac Kozarska Dubica
Fudbalski klub Borac Kozarska Dubica (no alfabeto cirílico sérvio: Фудбалски клуб Борац Козарска Дубица) é um clube de futebol bósnio da cidade de Bosanska Dubica, Republica Sérvia. Eles jogaram na Primeira Liga da Republika Srpska na temporada 1996-97, mas foram rebaixados para a Segunda Liga da Republika Srpska em 1997 como resultado da fusão das divisões Leste e Oeste da Primeira Liga. Em 2004, eles foram rebaixados para a Liga Regional. Depois de muitos anos jogando em ligas regionais e locais, em 2014 eles foram promovidos de volta à Segunda Liga, a competição de terceiro nível da Bósnia e Herzegovina. Em 2020, eles foram promovidos de volta à Primeira Liga.

## História
O Borac foi fundado em julho de 1936 por iniciativa dos trabalhadores coureiros de Dubica. Originalmente se chamava Radnički sportski klub Borac, e suas raízes vêm da relação que o clube tinha com os movimentos trabalhistas durante a primeira metade do século XX.
Os fundadores foram Ahmet Ćelam, Vujo Momčilović e Razim Hadžić, trabalhadores de Dubica. Os jogadores eram principalmente os trabalhadores, assim como jovens pobres sem emprego. Naquela época, a administração e os jogadores eram membros de diferentes religiões e nações que viviam na cidade. Embora ele estivesse em uma posição financeira fraca e tivesse um desempenho nas categorias mais baixas da competição, o Borac era muito popular entre os cidadãos.
Borac reuniu jovens progressistas e membros do Partido Comunista. As autoridades da cidade não deram nenhuma ajuda ao clube porque ele era considerado um "clube vermelho". Pelo contrário, tentavam de todas as formas obstruir as atividades do clube por serem considerados inimigos do sistema social. No entanto, o Borac conseguiu manter uma equipe esportiva decente.
Além de jogar futebol e participar da liga de futebol, a administração Borac organizou viagens em massa e comemorações do Dia de Maio.

## Títulos
- Segunda Liga - RS (1): 2019-20 (Oeste)
- Liga Regional - RS (1): 2018-19 (Oeste)